# Пирамида (футбольное построение)
«Пирамида» (англ. Pyramid) — футбольное построение игроков по схеме 2-3-5. Считается одним из первых официальных футбольных построений.

## История
Первое упоминание о расстановке 2-3-5 относится к 1877 году, когда команда «Рексем» выиграла кубок Уэльса, играя по расстановке с тремя полузащитниками и пятью нападающими. Более популярной расстановка стала в 1883 году, когда на игру вышла в то время команда Кембриджского университета. Такую схему и применяли большинство ведущих команд в начале XX века (вплоть до 1940-х годов).

## Подробное описание схемы
Из 10 полевых игроков в защиту, как видно из расстановки, отправлялись только два человека, охранявшие центр обороны. В помощь им могли отправляться только два крайних полузащитника. Третий полузащитник играл ближе к нападению и осаждал ворота наравне с пятью другими игроками.
Именно в этой схеме был достигнут баланс между обороной и атакой: центральные защитники могли следить за вингерами противника, а полузащитники контролировали трёх форвардов. Пять остальных игроков дожидались передачи мяча и наносили удары по воротам.
После появления этой схемы также родилась и идея о передаче игрокам футболок с игровыми номерами от «1» до «11».

## Вариации

### Данубийская схема
Данубийской схемы придерживались команды Австрии, Чехии и Венгрии в 1920-е годы. Впоследствии эту схему сохранила сборная Австрии, создав «чудо-команду» образца 1930-х годов. Отличия заключались в игре в короткий пас и индивидуальные навыки каждого игрока.